# CD 이스카르
CD 이스카르(스페인어: Club Deportivo Íscar)는 스페인 카스티야이레온주 바야돌리드도 이스카르를 연고로 하는 축구단이다. 1968년에 창단되었다.